# Liam Mac Cóil
Liam Mac Cóil [ˈlʲiːəm məˈkoːlʲ] (* 1952 in Blackrock, Dublin) ist ein irischer Schriftsteller und Literaturkritiker, dessen Werk hauptsächlich in irischer Sprache verfasst ist.
Zurzeit lebt Mac Cóil in der Gaeltacht Rath Cairn im County Meath. Er ist zusammen mit Ruairí Ó hUiginn Redakteur der jährlichen Veröffentlichung Bliainiris. Weiterhin ist er Direktor des Verlages Carbad. Er veröffentlicht Romane, Artikel und Essays über Literatur, Geschichte, Kunst und Fernsehen.
Sein Roman Fontenoy gewann 2006 den Preis Gradam Uí Shúilleabháin.

## Veröffentlichte Romane
- Bealach na Spáinneach (Weg den Spaniarden), Roman, Leabhar Breac, 2020. ISBN 9781909907713.
- An Choill („der Wald“), Roman, Leabhar Breac, 2016, ISBN 978-1-909907-69-0
- I dTír Stráinséartha („in einem fremden Land“), Roman, Leabhar Breac, 2014, ISBN 978-1-909907-53-9 (Teil 2 einer Trilogie, beginnend mit An Litir)
- An Litir („der Brief“), Roman, Leabhar Breac, 2012, ISBN 978-0-89833-257-5
- Fontenoy, Roman, Leabhar Breac 2005, ISBN 1-898332-19-3[2]
- An Claíomh Solais („das Lichtschwert“), Roman, Leabhar Breac 1998, ISBN 1-898332-02-9[3]
- An Dochtúir Áthas („Doktor Freude“), Roman, Leabhar Breac, 1994, ISBN 1-898332-00-2[4]

## Andere veröffentlichte Werke
- Bliainiris („Jahrbuch“), Carbad 2000–2007
- An Chláirseach agus an Choróin: Seacht gCeolsiansa Stanford („die Harfe und die Krone: sieben Musikstücke Stanfords“), Leabhar Breac 2010, ISBN 978-0-89833-245-2 (ein Werk über seine persönlichen Eindrücke vom Komponisten Charles Villiers Stanford)[5]
- Nótaí ón Lár („Notizen aus der Mitte“), Leabhar Breac 2000 (eine Art Tagebuch)
- Toirealach Ó Cearúlláin, Leabhar Breac 1999 (über den Komponisten Turlough O’Carolan)
- Saibhreas Chnoic Chaspair („der Reichtum der Caspar-Hügel“), An Gúm 1981 (Übersetzung aus dem Walisischen von Trysor Bryniau Caspar von J. Selwyn Lloyd)
- The Book of Blackrock, Carraig Books 1977 (über die Geschichte seines Heimatorts)
- Tiocfaidh Lá („ein Tag wird kommen“), Carbad 1977 (Übersetzung aus dem Walisischen von Daw Dydd von Ffred Ffrancis)